# Temirtau
Temirtau (kazašsky Теміртау; rusky Темиртау) je město v Karagandské oblasti Kazachstánu. Podle sčítání lidu zde v roce 1999 žilo 170 481 obyvatel, v roce 2015 již 210 590 obyvatel.
Město leží při řece Nura, na břehu Samarkandské vodní nádrže, severozápadně od Karagandy.

## Historie
Skupinu prvních osadníků tvořilo 40 rodin, které přišly ze Samary v rámci stolypinových reforem zemědělství. Usadili se 15. června 1905 na levém břehu Nury. Nově založenou osadu nazvali Žaur (Жаур) podle kopce na protějším břehu. Sídlo dostalo v roce 1909 nové jméno – Samarkandskij (Самаркандский). První škola a první nemocnice byla postavena v roce 1911.
Kvůli rozvoji těžby a využití černého uhlí Karagandské pánve byla k sídlu přivedena kanálem voda. V roce 1939 byla na řece Nura postavena vodní nádrž o rozměrech 20×300 m, přetrvala do roku 1961. V roce 1934 začala stavba elektrárny, první blok byl spuštěn v roce 1942. Ačkoli železárna nebyla zcela dokončena, proběhla v roce 1944 první tavba oceli v Siemensově–Martinově peci.
Sídlo získalo status města 1. října 1945 a s ním i nynější jméno. Mezi lety 1947 a 1949 byli v blízkém táboře drženi japonští váleční zajatci.
V roce 1950 byl založen Karagandský metalurgický kombinát (Карагандинский металлургический комбинат), známý také jako Kazachstanskaja Magnitka (Казахстанская Магнитка). Výstavba nových cechů jihovýchodně od města byla prohlášena Všesvazovou stavbou mládeže a sjeli se na ni mladí úderníci z celé země i ze zahraničí. V roce 1959 zde propukly nepokoje provázené násilnostmi, neboť dělníci byli nespokojeni s ubohými pracovními i životními podmínkami, s poruchami dodávek vody, potravin a jiného zboží, nedostatkem nástrojů ap., které byly výsledkem chyb v řízení. Při násilnostech bylo zabito 16 dělníků, 27 zraněno, 70 odsouzeno a uvězněno. Při potlačování nepokojů byli zraněni 103 příslušníci vojsk ministerstva vnitra.
V roce 1960 byla odpíchnuta vysoká pec č. 1. V sedmdesátých letech byl postaven nový sportovní komplex, kde je 50 m bazén, stadion s kapacitou 15 tisíc diváků, hokejový stadion s krytým kluzištěm. V roce 1972 byl otevřen Palác kultury hutníků, poté byl v roce 1978 zpřístupněn veřejnosti rekreační park Vostok ve východní části města. V roce 1984 bylo postaveno sídliště Zenica pojmenované na počest partnerského města v Bosně a Hercegovině.

## Osobnosti s městem spjaté
- Serik Achmetov (* 1958), kazašský politik
- Vladimir Antipin (* 1970), kazachstánský lední hokejista
- Oleg Bryžak (1960–2015), německý operní zpěvák-basista
- Willi Evseev (* 1992), německý fotbalista
- Dmitrij Frolov (* 1966), ruský lední hokejista
- Dariga Nazarbajevová (* 1963), kazašská politička a podnikatelka

## Doprava

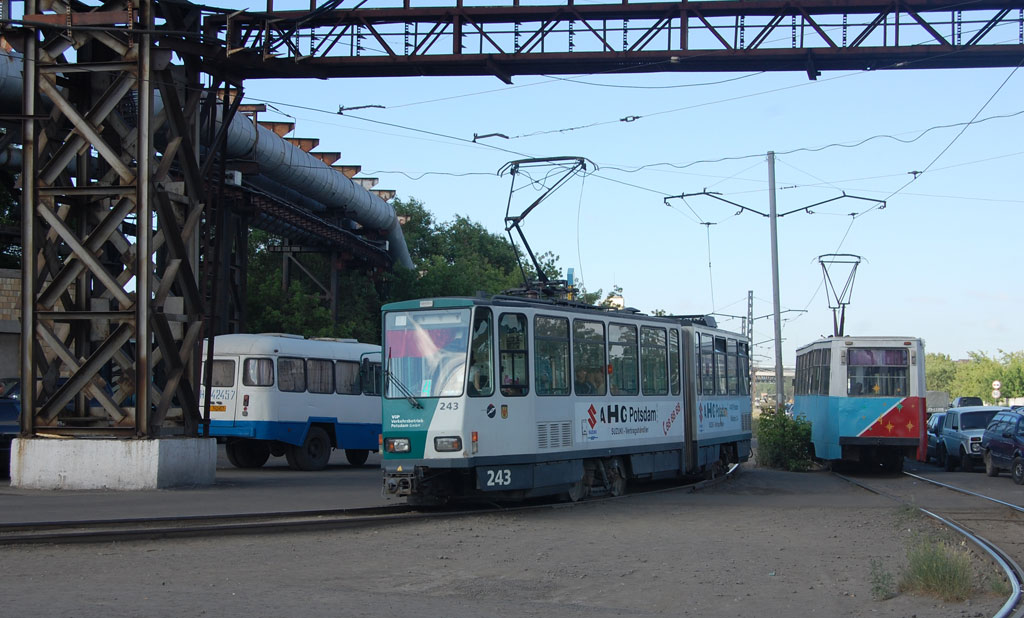
Čelně Tatra KT4, odjíždějící sovětská tramvaj KTM-5, v pozadí autobus KAvZ-685

Město má rozvinutou dopravní infrastrukturu. Několik podniků obsluhuje asi třicet autobusových linek, které pokrývají celé město. Kromě nich jezdí maršrutky, několik společností provozuje běžnou taxislužbu.
Tramvajová síť byla otevřena 5. září 1959 a je jednou ze tří fungujících tramvajových sítí v Kazachstánu. Obsluhuje ji 37 vozů, z toho 12 tramvají Tatra KT4 zakoupených z Postupimi.

## Galerie

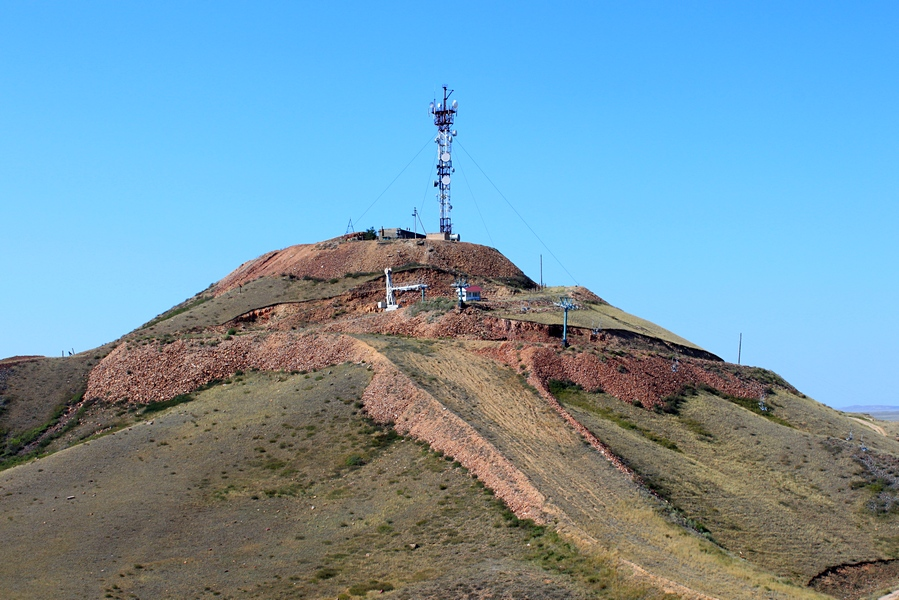
Výsypka s vysílačem mobilního operátora
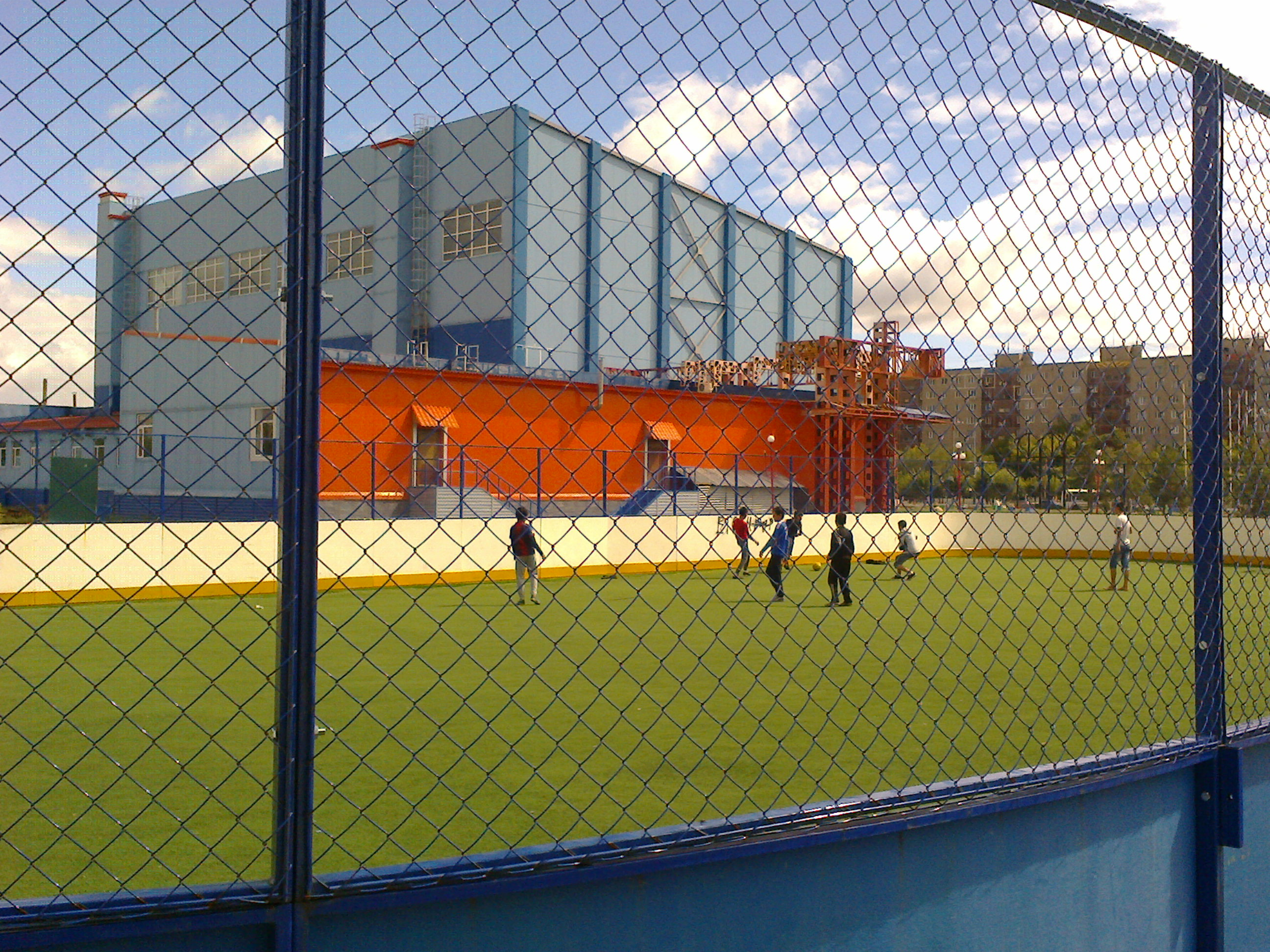
Sportovní komplex Mittal
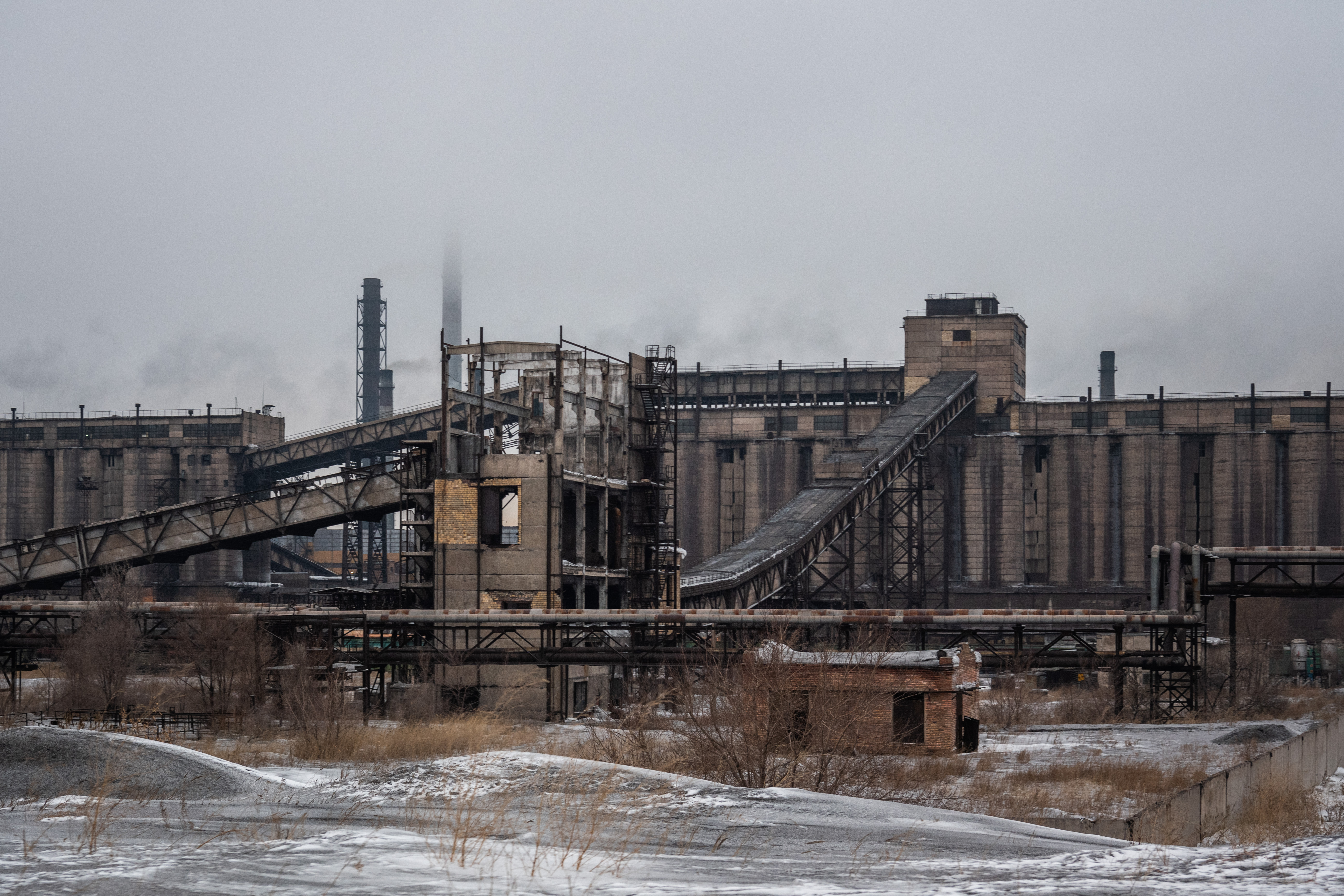
Ocelárny
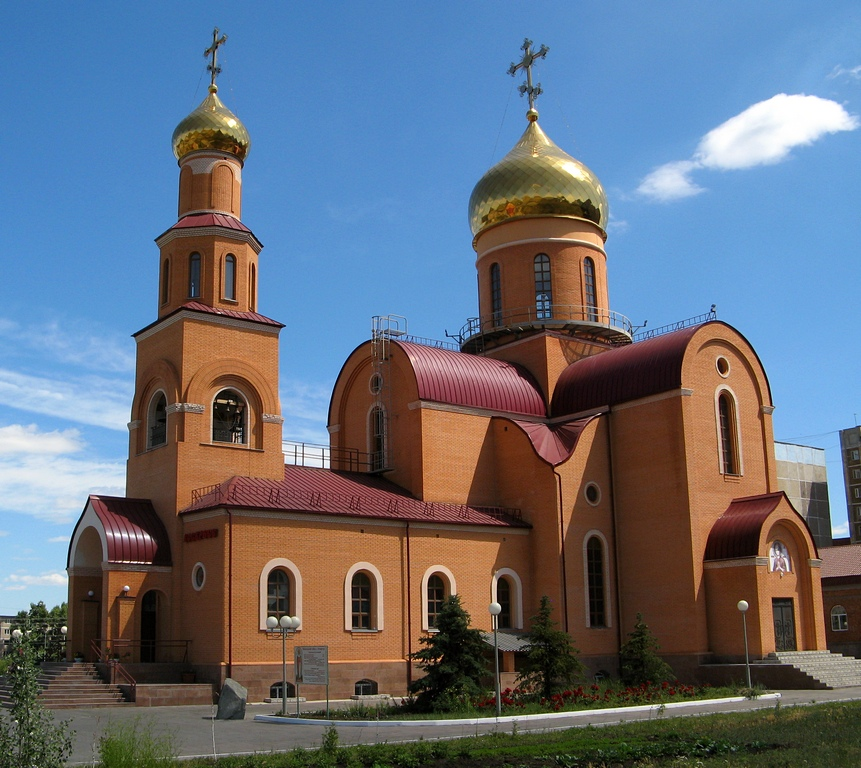
Chrám Svatého Mikuláše
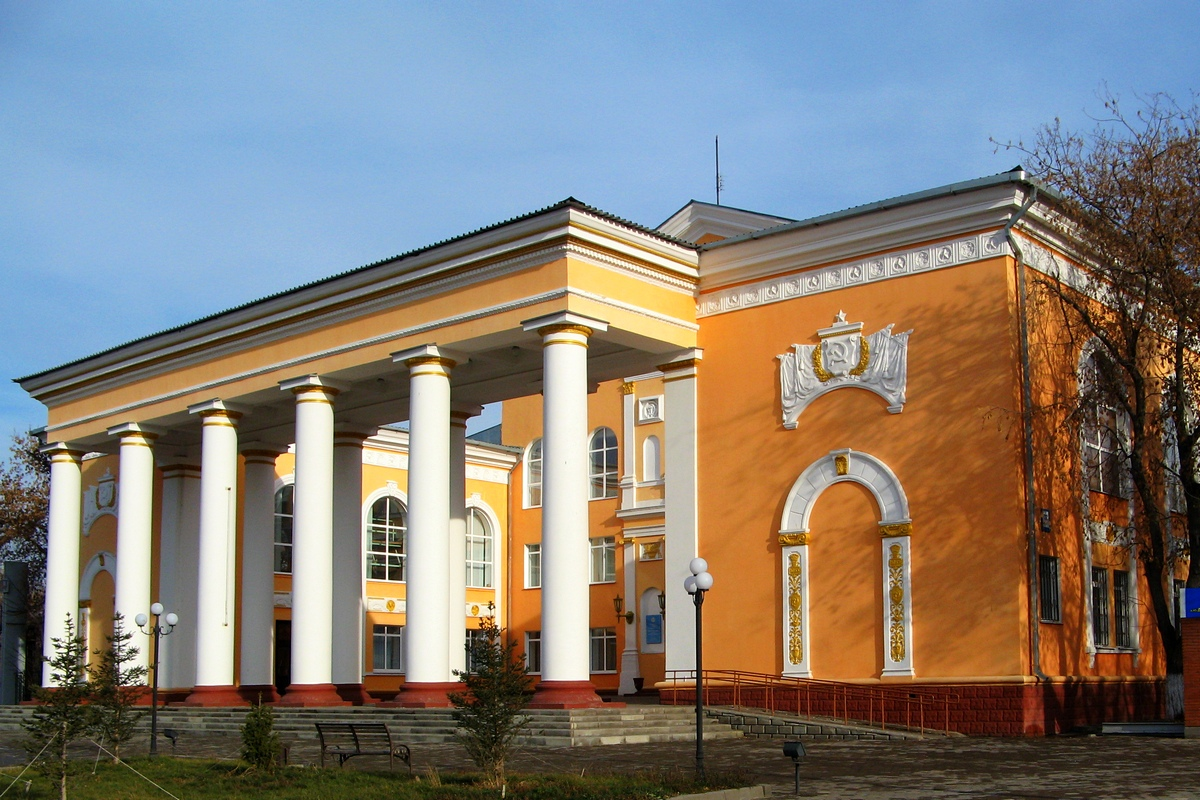
Divadlo Mladého diváka
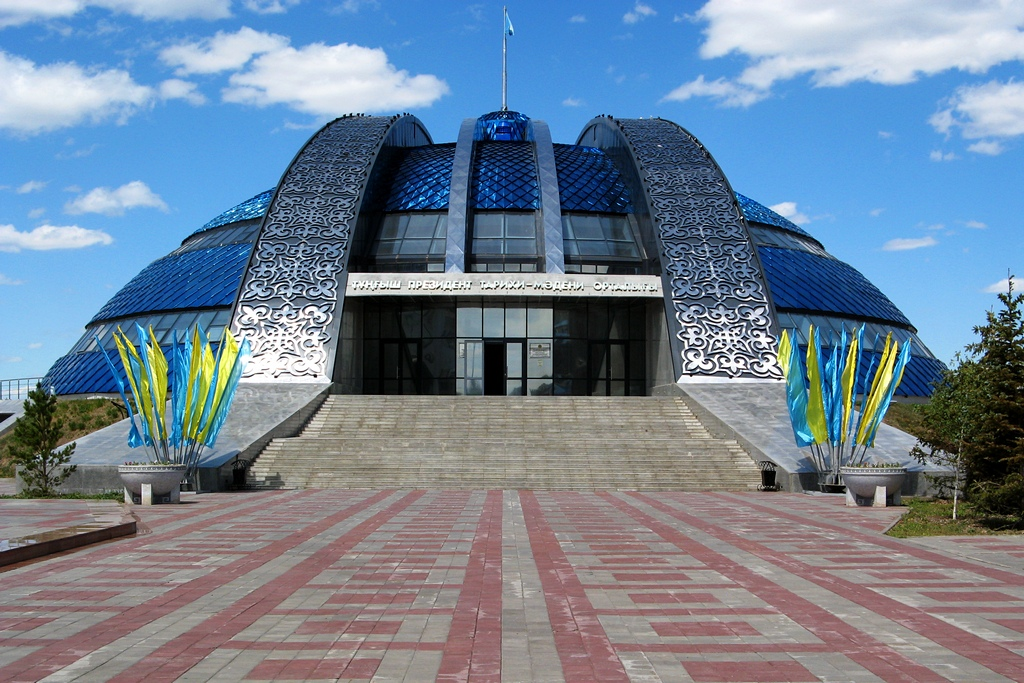
Historicko-kulturní centrum prvního prezidenta